# Вотонга (Оклахома)
Вотонга (енгл. Watonga) град је у америчкој савезној држави Оклахома.

## Демографија
По попису из 2010. године број становника је 5.111, што је 453 (9,7%) становника више него 2000. године.
| Група             | 2000.         | 2010.         |
| Белци             | 2.639 (56,7%) | 1.976 (38,7%) |
| Афроамериканци    | 714 (15,3%)   | 283 (5,5%)    |
| Азијати           | 72 (1,5%)     | 16 (0,3%)     |
| Хиспаноамериканци | 555 (11,9%)   | 2.424 (47,4%) |
| Укупно            | 4.658         | 5.111         |